# Симонович, Катарина
Катари́на Симо́нович (серб. Катарина Симоновић / Katarina Simonović; 25 октября 1994) — сербская пловчиха, выступает за национальную сборную Сербии по плаванию начиная с 2014 года. Участница летних Олимпийских игр в Рио-де-Жанейро, участница чемпионатов Европы и мира по водным видам спорта, победительница и призёрка многих первенств национального значения в плавании вольным стилем.

## Биография
Катарина Симонович родилась 25 октября 1994 года. Активно заниматься плаванием начала с раннего детства, проходила подготовку в городе Зренянин в местном спортивном клубе «Пролетер». Специализировалась на плавании вольным стилем.
Выступать на крупных соревнованиях начала с 2007 года. В 2010 году побывала на летних юношеских Олимпийских играх в Сингапуре, где выступала сразу в трёх дисциплинах: в плавании на 50 и 200 метров вольным стилем, а также в плавании на 100 метров баттерфляем. Тем не менее, ни в одной из этих дисциплин пробиться в финальную стадию не сумела. В 2014 году вошла в основной состав сербской национальной сборной и стартовала на взрослом чемпионате Европы в Берлине. Год спустя отправилась представлять страну на взрослом чемпионате мира по водным видам спорта в Казани, где выступала в плавании на 200 и 400 метров.
Благодаря череде удачных выступлений Симонович удостоилась права защищать честь страны на летних Олимпийских играх 2016 года в Рио-де-Жанейро — стартовала здесь в двух женских дисциплинах плавания вольным стилем: на двухсотметровой дистанции заняла итоговое 30 место, тогда как на четырёхсотметровой дистанции расположилась в итоговом протоколе на 23 строке.